# Haim Nachman Bialik
Hayyim Nahman Bialik (traslitterato anche Chaim o Haim Nachman Bialik) (Ivnytsia, 9 gennaio 1873 – Vienna, 4 luglio 1934) è stato un poeta ucraino. Nato in Ucraina, allora nell'Impero russo, utilizzò per le sue opere la lingua ebraica e meno lo yiddish. Bialik è considerato uno degli autori classici della letteratura ebraica ed è comunemente riconosciuto come il poeta nazionale di Israele.

## Biografia
Bialik nacque nel gennaio 1873 a Ivnytsia, nel Governatorato della Volinia, attualmente parte dell'Ucraina. All'età di sette anni rimase orfano. Nelle sue opere di taglio autobiografico si soffermò a descrivere la miseria della sua infanzia. 
Successivamente si trasferì a vivere con il nonno, che acconsentì a mandarlo a studiare alla yeshiva di Volozhin in Lituania. Accanto allo studio del Talmud, imparò il russo e il tedesco, in modo da poter leggere i classici della letteratura russa e tedesca. Attirato, però, anche dai principi dell'illuminismo ebraico (Haskalah), si allontanò progressivamente dal mondo della yeshiva.
A 18 anni si trasferì nella città di Odessa, vivace e importante centro culturale ebraico dell'epoca. Lì, guadagnandosi da vivere come insegnante di ebraico, incontrò intellettuali come Mendele Moicher Sforim e Ahad Ha'am. 
Nel 1892 fu pubblicata la sua prima opera, la poesia "El Ha-tzippor" («All'uccello») e l'anno successivo si sposò. Nel frattempo continuò la sua attività di insegnante di ebraico, alla quale aggiunse l'attività nei circoli letterari e sionisti.
Agli inizi del XIX secolo fu pubblicata la sua prima opera poetica, accolta con grande entusiasmo dalla critica, tanto da venir acclamato come "il poeta della rinascita", e la sua fama continuava a crescere.
Nel 1903 venne incaricato dalla Commissione Storica Ebraica di stilare un rapporto sul grave pogrom di Chișinău, che porterà alla nascita dell'epico poema "Nella città del massacro". Egli, oltre a denunciare l'eccidio, condannerà anche l'atteggiamento di passività e sottomissione degli ebrei stessi.
Profondo conoscitore sia della tradizione religiosa ebraica, sia della parte mistica e leggendaria, Bialik compone un grande numero di opere, in ebraico e in yiddish, abbracciando diversi generi letterari, dalla poesia, alla narrativa. Prima di lasciare l'Europa per la Palestina mandataria fonda la casa editrice Dvir (tuttora esistente in Israele) con altri intellettuali. Traduce in ebraico diversi classici della letteratura europea, tra cui il Don Chisciotte.
Nel 1921 lascia definitivamente Odessa per stabilirsi in Germania per qualche anno. Nel luglio del 1922 fonda a Berlino con Jakob Seidmann e la moglie Tom Seidmann-Freud la casa editrice Ophir, per promuovere traduzioni ebraiche di libri di narrativa per bambini. Nel 1924 si trasferisce nella Palestina mandataria, nella città di Tel Aviv, vivace centro culturale e letterario dello Yishuv (comunità ebraica della Palestina). Lì continua la sua attività culturale e letteraria, lavorando come editore e traduttore. Cessa tuttavia di scrivere versi. Presiede alla fondazione dell'Università Ebraica di Gerusalemme, diventa presidente dell'Unione degli Scrittori Ebrei e fa parte del Comitato per la Lingua ebraica.
Tranne alcuni viaggi all'estero, dovuti a motivi di salute, Bialik continuò a vivere a Tel Aviv.
Morì a Vienna nel 1934, dove si era recato per sottoporsi ad un intervento chirurgico.

## Opere
- Dai poemi di Ch. N. Bialik, a cura di Armando Sorani, Firenze: Tipografia Galileiana, 1910
- Lo studente di Talmud, trad. di Armando Sorani, Firenze: Giuntina, 1910
- I morti del deserto, trad. di Armando Sorani, Firenze: Giuntina, 1911
- Halachah e Aggadah. Sulla legge ebraica (1917), trad. di Davide Messina, postfazione di Andrea Cavalletti, Torino: Bollati Boringhieri, 2006
- La tromba e altri racconti (1898-1923), trad. e introduzione di Antonio Di Gesù, Firenze: Giuntina, 2011
- Selected Writings (Poetry and Prose), Hasefer, 1924; New York: New Palestine, 1926; Philadelphia: Jewish Publication Society, 1939; New York: Histadrut Ivrit of America, 1948; New York: Bloch, 1965; New York: Union of American Hebrew Congregations, 1972; Tel Aviv: Dvir and the Jerusalem Post, 1981; Columbus: Alpha, 1987
- Knight of Onions and Knight of Garlic, New York: Jordan, 1939
- Aftergrowth and Other Stories, Philadelphia: The Jewish Publication Society of America, 1944
- The Short Friday, Tel Aviv: Hashaot, 1944
- The Modern Hebrew Poem Itself (1965), a cura di Ezra Spicehandler et al., Detroit: Wayne State University Press, 2003
- E accadde un giorno, trad. di Herbert Danby di Giulio e Ines Gnoli, Bergamo: Janus, 1967
- Nella città del massacro, trad. di Rosa Alessandra Cimmino, Genova: il melangolo, 1992
- Leggende del re Salomone, a cura di Gaio Sciloni, Viterbo: Stampa alternativa, 1994
- Random Harvest: The Novellas of C. N. Bialik, Boulder, Colorado: Westview Press (Perseus Books), 1999
- Songs from Bialik: Selected Poems of Hayim Nahman Bialik, Syracuse: Syracuse University Press, 2000